# Steriphoma macranthum
Steriphoma macranthum är en kaprisväxtart som beskrevs av Standley. Steriphoma macranthum ingår i släktet Steriphoma och familjen kaprisväxter. Inga underarter finns listade i Catalogue of Life.